# Voluntari
Voluntari (pronunciació en romanès: [volunˈtarʲ]) és una ciutat del comtat d'Ilfov, Muntènia (Romania). Es troba a una distància d'1 km de la frontera nord de Bucarest (a la carretera DN2 cap a Urziceni) i, per tant, es considera sovint com un suburbi de Bucarest.
Segons el cens del 2011, la població és de 42.944 habitants, amb una composició ètnica, entre els quals es disposa de dades, del 94,8% de romanesos, de l'1,3% de gitanos, del 0,9% de xinesos, del 0,5% de turcs i del 2,5% d'altres grups ètnics.
El baix preu del terreny, la proximitat a Bucarest i l'accés fàcil i fiable tant a la xarxa ferroviària com a la xarxa viària han permès un desenvolupament constant d'instal·lacions industrials i comercials, especialment a la indústria lleugera i al comerç d'importació / exportació. L'estimació de la producció de la ciutat va augmentar en més d'un 25% entre el 2001 i el 2005. Fins i tot amb taxes de desenvolupament tan elevades, molts residents es desplacen a Bucarest. Voluntari és el lloc on es troba un centre comercial conegut com "Jolie Ville Galleria", a més de la seu de l'empresa Vodafone Romania.
Voluntari significa literalment en "voluntaris", en romanès. Fou fundat pels soldats voluntaris que van lluitar per Romania durant la Primera Guerra Mundial i van rebre parcel·les per construir-hi les seves cases després de la guerra. L'assentament va rebre l'estatus de ciutat el 2004.

## Transport
Voluntari té una xarxa d'autobusos pròpia, operada per l'ajuntament, que consta de cinc línies d'autobús: 1, 2, 153, 155 i 167. A més, la ciutat està connectada a Bucarest per rutes d'autobús dirigides per STB, l'operador de transport públic de Bucarest.

## Esport
- FC Voluntari - club de futbol

## Educació
Voluntari és el lloc de l'Escola Internacional Americana de Bucarest, l'Escola Britànica de Bucarest, l'Escola Internacional Mark Twain, i l'Escola Japonesa de Bucarest.

## Fills il·lustres
- Anișoara Matei
- Iuliana Munteanu